# Muhujärvi
Muhujärvi är en sjö i Finland. Den ligger i kommunen Juupajoki i landskapet Birkaland, i den södra delen av landet, 180 km norr om huvudstaden Helsingfors. Muhujärvi ligger 119,1 meter över havet. Arean är 1,59 kvadratkilometer och strandlinjen är 14,81 kilometer lång. Sjön  ingår i Kumo älvs huvudavrinningsområde.   I omgivningarna runt Muhujärvi växer i huvudsak barrskog.
I övrigt finns följande i Muhujärvi:
- Nälkäsaari (en ö)
- Mäntysaari (en ö)
- Tyhjäsaari (en ö)
- Latosaari (en ö)
- Miiansaari (en ö)